# Lords of Chaos (film)
Lords of Chaos è un film del 2018 diretto da Jonas Åkerlund. Ha come protagonisti Rory Culkin, Emory Cohen e Sky Ferreira. È basato sul libro Lords of Chaos. La storia insanguinata del metal satanico del 1998 di Michael Moynihan e Didrik Søderlind pubblicato in Italia solo nel 2010, che segue una serie di crimini avvenuti ad Oslo, in Norvegia nei primi anni '90 commessi da alcuni componenti delle band black metal Mayhem e Burzum.

## Trama
Negli anni '80, un giovane chitarrista chiamato Euronymous forma una band black metal chiamata Mayhem, una delle prime band black metal in Norvegia, con Necrobutcher al basso, Manheim alla batteria e Maniac alla voce. Rapidamente dopo il successo ottenuto con l'EP Deathcrush e l'ascesa del black metal in Norvegia, Maniac e Manheim lasciano il gruppo, e vengono presto sostituiti dal nuovo batterista Hellhammer, e da un nuovo cantante svedese affetto da sindrome di Cotard e da tendenze depressive, autolesioniste e necrofile che si chiama Dead, noto appunto per aver lanciato teste di maiale alla folla e i tagli che si procura durante i concerti. Ad uno spettacolo filmato dal loro amico Metalion, la band incontra un fan di nome Varg Vikernes, che inizialmente Euronymous non vede.
Mentre è a casa da solo, Dead usa il suo coltello personale per tagliare le braccia e la gola, e poi usa un fucile per spararsi in testa, lasciandosi dietro una nota di suicidio. Euronymous torna a casa e trova il corpo, ma, invece di chiamare la polizia, fa le foto al cadavere, utilizzandole poi come copertina per il bootleg Dawn of the Black Hearts, e subito dopo che il corpo di Dead viene portato via, Euronymous raccoglie dei pezzi di cranio del defunto cantante e li dà a chi ritiene meritevole, cosa che disgusta Necrobutcher, spingendolo a lasciare la band.
Subito dopo Euronymous apre un negozio di dischi noto con il nome di Helvete che diventa un punto di ritrovo per i musicisti che militano nella scena black metal come Varg, Metalion, Fenriz dei Darkthrone e Faust degli Emperor. Dopo essere stato guidato da Euronymous, Varg usa le sue credenze anticristiane come motivazione per bruciare una chiesa locale. Quando viene avvicinato da Varg riguardo al suo status di leader dell'Inner Circle, Euronymous brucia una chiesa con Faust e Varg che lo accompagnano.
Euronymous recluta Varg come nuovo bassista, Blackthorn come nuovo chitarrista e Attila Csihar come nuovo cantante (sostituendo il defunto Dead), per le registrazioni in studio del primo LP dei Mayhem intitolato De Mysteriis Dom Sathanas e sorge una disputa di potere tra Varg ed Euronymous.
Dopo aver bruciato alcune stavkirke, Faust uccide brutalmente un omosessuale, portando la polizia a collegare i musicisti black metal ai crimini.  Varg viene arrestato come primo sospetto a causa di un'intervista con un giornale di Bergen che dichiara di essere stato colui che ha bruciato tutte le chiese e ucciso l'omosessuale, ma viene presto rilasciato perché non viene trovato nessun indizio concreto.
Con rabbia, Euronymous inizia a minacciare di morte Varg, che si reca a Oslo la mattina presto del 10 agosto 1993, per affrontare Euronymous. I due si impegnano in un duello con il coltello, che termina con Euronymous brutalmente ucciso da Vikernes. Il giorno dopo, la notizia dell'omicidio di Euronymous si diffonde rapidamente in Norvegia e Varg viene presto arrestato e condannato a 21 anni di carcere (il massimo della pena in Norvegia), colpevole sia dell'omicidio di Euronymous che dell'incendio della stavkirke di Fantoft.

## Produzione

### La genesi
Il regista giapponese Sion Sono avrebbe diretto un film basato sul libro, con Jackson Rathbone nel ruolo di Vikernes. Sarebbe stato il primo film in lingua inglese di Sono. La sceneggiatura è stata scritta da Hans Fjellestad (che in precedenza era anche il regista del film), Ryan Page, Adam Parfrey (l'editore del libro) e Sono. Nel luglio 2009 Sono ha dichiarato che le riprese in Norvegia sarebbero iniziate in agosto o settembre e si sarebbero concluse a dicembre. Il film doveva uscire nel 2010. Tuttavia, è stato successivamente annunciato che Rathbone non avrebbe più impersonato Vikernes a causa di alcuni problemi con la programmazione.

### Cast
- Rory Culkin interpreta Euronymous, chitarrista fondatore nel 1984 dei Mayhem che venne ucciso da Varg Vikernes nel 1993.
- Emory Cohen interpreta Varg, musicista che incontrò Euronymous nel 1991 ed entrò a far parte dei Mayhem come bassista e incominciò il suo progetto musicale Burzum. Nel 1993 uccise Euronymous. Venne arrestato e rimase in carcere fino al 2009.
- Anthony De La Torre interpreta Hellhammer, batterista dei Mayhem dal 1988 al 1993 e dal 1995 ad oggi.
- Jack Kilmer interpreta Dead, cantante dei Mayhem dal 1988 al 1991, anno in cui si suicidò.
- Valter Skarsgård interpreta Faust, batterista degli Emperor dal 1992 al 1994, nel 1992 uccise un omosessuale e in seguito rimase in carcere dal 1994 al 2001.
- Jonathan Barnwell interpreta Necrobutcher, bassista e fondatore dei Mayhem nel 1984, rimase nel gruppo fino al 1991 e poi vi ritornò nel 1995.
- Wilson Gonzalez Ochsenknecht interpreta Blackthorn, chitarrista dei Mayhem nel 1993, condannato ad otto anni di prigione per favoreggiamento nell'omicidio di Euronymous nel 1993.
- Lucian Charles Collier interpreta Occultus, cantante e bassista dei Mayhem nel 1991-1992 dopo la morte di Dead.
- Andrew Lavelle interpreta Fenriz, batterista e occasionalmente chitarrista e cantante del gruppo black metal norvegese Darkthrone.
- James Edwin interpreta Manheim, batterista e fondatore dei Mayhem dal 1984 al 1987.

### Riprese
Nel maggio 2015 è stato annunciato che l'ex batterista dei Bathory e regista Jonas Åkerlund avrebbe diretto il film. Le riprese del film erano state fissate per l'autunno 2015 in Norvegia, ma per ragioni sconosciute le riprese non sono iniziate fino al 2016. Il film è stato girato a Oslo, in Norvegia, con scene dal vivo girate a Budapest, in Ungheria. Le riprese dal vivo includono anche le riprese del video musicale dei Metallica ManUNkind (dall'album Hardwired... to Self-Destruct), nel cast del film.
Varg Vikernes, che ha criticato il film fin dal primo progetto, ha affermato in un video caricato sul suo canale YouTube nel 2016 che, quando contattato dai registi, lui, insieme a Mayhem e Darkthrone, ha negato i diritti per utilizzare la loro musica nel film.
La voce diffusa da Vikernes, secondo cui la musica dei Mayhem non sarebbe stata inclusa nel film, è stata smentita da Åkerlund in un'intervista a Rolling Stone.

## Distribuzione
La prima proiezione del film si è tenuta durante il Sundance Film Festival del 2018 il 23 gennaio 2018 a Park City, nello Utah.
Nell'ottobre 2018 è stata annunciata una finestra di rilascio del primo trimestre 2019 per gli Stati Uniti, con Arrow Films che si è assicurata i diritti per la distribuzione nel Regno Unito. È previsto il rilascio negli Stati Uniti l'8 febbraio 2019 da Gunpowder e Sky.
Il 26 gennaio e il 2 febbraio è stato proiettato in anteprima al Teatro Massimo di Torino nella sezione lungometraggi del Seeyousound International Music Film Festival.

## Accoglienza
Il sito Rotten Tomatoes gli ha dato una valutazione pari a 72%, basata su 76 recensioni, con punteggio medio del 6.1/10 che indica "opinioni miste e contrastanti" da parte dei critici. Su Metacritic ha invece un punteggio di 48 basato su 17 recensioni. Molto critico nei confronti del film è stato Kory Grow di Rolling Stone Italia che ha stroncato la pellicola in una recensione dall'eloquente titolo Bisognerebbe dare fuoco a questo biopic black metal definendola "non divertente, non triste. E per gran parte, nemmeno così interessante".
Attila Csihar, in un'intervista rilasciata nel gennaio del 2019, affermò che l'opinione ufficiale degli attuali membri dei Mayhem riguardo al film e ai suoi creatori era "un grosso vaffanculo". Sottolineò inoltre come il film fosse ispirato da un libro ma si focalizzasse solo sui Mayhem degli anni Novanta e non sull'intera scena black metal dell'epoca. Confermò però di aver dato il permesso che alcune canzoni dei Tormentor (la sua band precedente) sarebbero state usate nel film e che il suo ruolo sarebbe stato interpretato da suo figlio, Arion Csihar. In una intervista successiva del maggio 2019 Attila Csihar offrì una critica più pacata nei confronti della pellicola affermando che seppur il film sia basato sulla realtà dei fatti non gradisce come alcuni particolari siano stati presentati e che le persone coinvolte siano state rappresentate come "degli idioti".
Molto più negativo fu il giudizio da parte di Varg Vikernes, uno dei protagonisti reali delle vicende narrate, che ha definito senza troppi preamboli "un idiota" il regista Jonas Åkerlund.  Successivamente Vikernes, che condivide posizioni vicine all'antisemitismo e in supporto al nazismo, si lamentò infuriato in un video pubblicato sul suo canale Youtube di essere stato interpretato da un attore ebreo e definì il film "una merda". Rispondendo alle pesanti critiche al film da parte di Vikernes, in un'intervista il regista ha dichiarato a Metal Injection: «Me lo aspettavo, ovviamente. Mi fa piacere che lui stia passando tutto questo tempo a parlare del film, anche se la cosa mi rende un po' triste, perché significa che ci sta pensando molto. Mi sarebbe piaciuto se avesse visto il film in modo un po' più distaccato ma non credo che questo succederà mai. Lo capisco anche, perché qualcuno ha fatto un film che riguarda anche la sua vita e lui non ne è coinvolto. Lo capisco. So che è una situazione un po' scomoda e forse non la migliore delle situazioni. Ad ogni modo lui è stato molto esplicito circa la sua prospettiva in tutta la storia e ne ha parlato dettagliatamente molte volte. Ha rilasciato più interviste di chiunque altro nella scena, quindi avevo un sacco di materiale su cui lavorare quando ho scritto il copione e, sai, molto è in linea con quello che lui ha detto. Può avere la sua opinione circa l'aspetto degli attori e circa quello che non gli va bene, ok. Io avrei probabilmente gli stessi problemi, se qualcuno facesse un film su di me, quindi...»

## Riconoscimenti
- 2018 - Molins de Rei Horror Film Festival
  - Premio della giuria al miglior film a Jonas Åkerlund
  - Candidatura della giuria la miglior regista a Jonas Åkerlund
  - Candidatura della giuria alla miglior sceneggiatura a Dennis Magnusson e Jonas Åkerlund

## Accuratezza storica
- Åkerlund descrisse il film "un misto di verità e menzogne". In un'intervista per Dazed Digital, venne riportato che il regista aveva consultato "materiale d'archivio della band"... e che aveva avuto libero accesso ai rapporti ufficiali della polizia oltre che a dettagliate foto del negozio di dischi di Euronymous, l'Helvete, e della casa dove soggiornavano i membri del gruppo. Åkerlund utilizzò anche le vere location per le scene in esterni de, tra gli altri, l'appartamento di Euronymous e una chiesa ricostruita che Vikernes aveva incendiato a Holmenkollen.[11]
- Culkin disse che per prepararsi al suo ruolo, aveva consultato molti conoscenti di Euronymous: «Tendevano sempre a paragonarlo a una figura mitologica: una persona disse che era una specie di gnomo mentre un altro lo descrisse come un elfo malvagio. Perché era basso di statura ma molto sicuro di se stesso».[11]
- Il personaggio di Ann-Marit, la fidanzata di Euronymous, è totalmente inventato.[12]
- Nel film non vengono mostrati i vari attentati commessi dal Black Circle nei confronti di alcune band Metal, come la bomba esplosa al concerto dei Deicide o la distruzione del pullman dei Paradise Lost, si intravede però un foglio infuocato piantato in una porta, probabilmente in riferimento all'incendio appiccato all'appartamento del leader dei Therion.
- Una scena del film, ha ricevuto accuse di inaccuratezza in particolare, ed è quella dell'omicidio di Euronymous; sia per la ricostruzione dei fatti e l'aspetto dei personaggi coinvolti (Aarseth non si era tagliato i capelli[8] e non indossava una camicia bianca quando venne ucciso, ma era in mutande dato che stava dormendo, feceva caldo essendo agosto, ed era stato svegliato nel cuore della notte da Varg Vikernes[13]), inoltre non vengono citate le motivazioni del gesto, come la presunta chiamata di Euronymous a Blackthorn dove dichiarava di volere assassinare Vikernes (nel film Blackthorn lo viene a sapere da Faust) o le voci messe in giro da Varg sulla presunta omosessualità di Oystein.
- L'interpretazione di Jack Kilmer nel ruolo di Dead è stata lodata e definita molto accurata, eccezion fatta per la scena dove si vede un gatto impiccato nella sua stanza. Il vero Dead non uccise mai alcun gatto, anche se li detestava, ma si divertiva invece a dar loro la caccia di notte, senza però mai ucciderli. Altre critiche sono arrivate circa il fatto che dalla scena del concerto di Live in Jessheim si passa direttamente alla scena del suicidio di Dead con un salto temporale troppo brusco, dato che tra i due episodi era trascorso circa un anno, e vengono tralasciati del tutto i comportamenti denigratori di Euronymous nei confronti del cantante, che molti testimoni dell'epoca indicano come uno dei fattori determinanti nella decisione di uccidersi di Dead. Infine, del tutto ignorati nel film i primi due cantanti dei Mayhem, Messiah e Maniac.